# Zapalenie trzustki u psów i kotów
Zapalenie trzustki u psów i kotów – stan patologiczny trzustki o ciężkim przebiegu. Schorzenie u psów i kotów jest stosunkowo mało poznane, i kończy się wysoką śmiertelnością nawet przy intensywnym postępowaniu terapeutycznym.

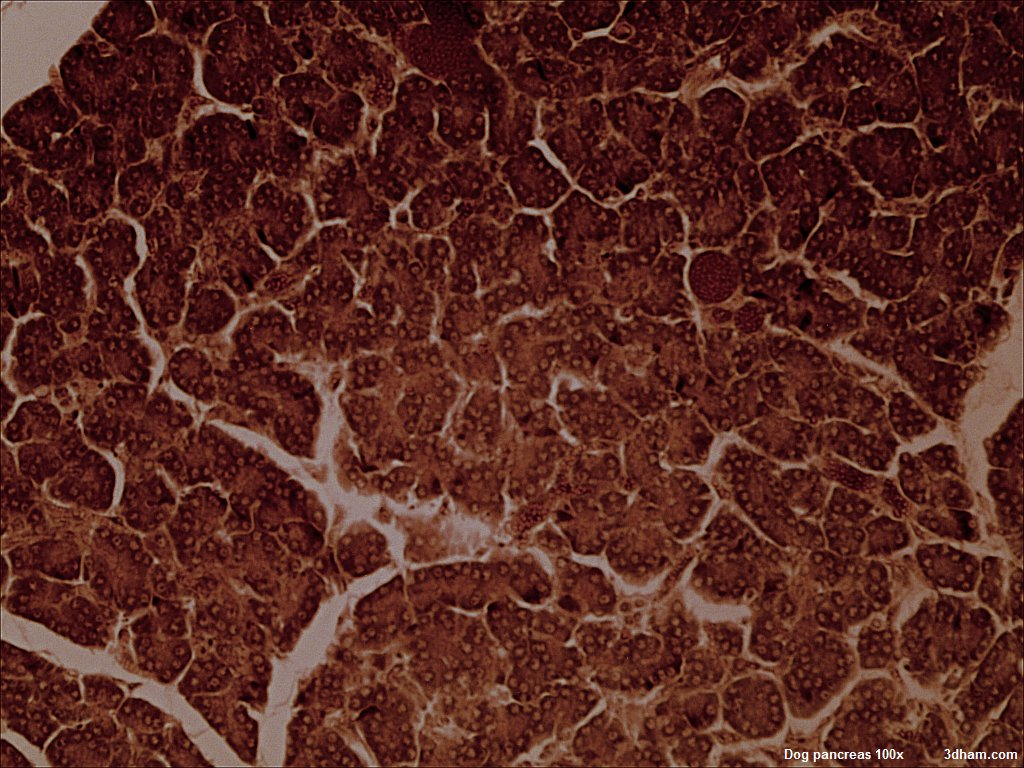
Obraz mikroskopowy trzustki psa

## Podział
Podobnie jak w ludzkim zapaleniu trzustki, wyróżnia się zapalenie ostre (OZT) i przewlekłe (PZT). OZT charakteryzuje się występowaniem nacieku neutrofilowego, obrzęku narządu i martwicą (miąższu i okołotrzustkowej tkanki tłuszczowej). Zapaleniu przewlekłemu towarzyszy zwykle włóknienie, zanik komórek pęcherzykowych, i naciek zapalny. Podział ten nie zawsze jest łatwy do ustalenia. Nawracające, niezbyt nasilone przypadki ostrego zapalenia mogą być rozpoznawane jako przewlekłe zapalenie, a nasilające się objawy przewlekłego zapalenia mogą dawać wrażenie zapalenia ostrego.
Rozróżnienie między zapaleniem ostrym a przewlekłym nie zawsze ma istotne znaczenie w postępowaniu medycznym, jednak odgrywa kluczową rolę w przewidywaniu następstw choroby. O ile zapalenie ostre może skończyć się pełnym wyzdrowieniem, to zapalenie przewlekłe nierzadko postępuje, co może prowadzić do niewydolności zewnątrzwydalniczej lub wewnętrzwydalniczej (cukrzycy).

## Występowanie
Uważa się, że występowanie choroby jest niedoszacowane, z uwagi na trudności z przeżyciowym rozpoznaniem choroby (wysoka śmiertelność). Problemów nastręcza też nie zawsze oczywista klasyfikacja między ostrym a przewlekłym zapaleniem. Wobec braku łatwo dostępnych nieinwazyjnych metod diagnostycznych, jedynym sposobem jednoznacznego potwierdzenia rozpoznania jest badanie histopatologiczne wycinków narządu. 
Szacunkowe dane wskazują, że zapalenie trzustki może być powszechnym problemem u zwierząt towarzyszących. Badania post-mortem mówią o zachorowalności 34-52% u psów i aż 67% u kotów. U psów w zdecydowanej większości są to przypadki przewlekłe, jednak często z objawami zapalenia ostrego. Na chorobę zapadają psy i koty bez względu na wiek, płeć i rasę. U osobników dorosłych i starszych częściej odnotowuje się niewydolność zewnętrzwydzielniczą. W nielicznych badaniach chorobę częściej rozpoznaje się u takich ras jak: cavalier king charles spaniel, cocker spaniel, border collie, sznaucerów miniaturowych, i yorkshire terierów. Brak jest badań wskazujących na rasowe predyspozycje u kotów. 
Rzadkie rozpoznanie, szczególnie stanu przewlekłego, może wynikać z wieloogniskowego rozmieszczenia, i łagodnego nasilenia. Sprawia to, że do wykrycia może być niezbędne badanie wielu wycinków. W rzeczywistości jednoznaczne rozpoznanie bywa dokonywane zwykle w badaniu sekcyjnym.

## Etiopatogeneza
Etiopatogeneza zapalenia trzustki nie jest do końca poznana. Jest najpewniej złożeniem interakcji między czynnikami genetycznymi a środowiskowymi. Wydaje się, że zapalenie przewlekłe w części przypadków jest konsekwencją nawracającego zapalenia ostrego, albo postępowania zapalenia ostrego w kierunku zapalenia przewlekłego. Większość przypadków rozpoznawanych u psów i kotów ma charakter idiopatyczny. 
Brak jest solidnych badań epidemiologicznych określających warunki środowiskowe sprzyjające chorobie. Zwykle wskazuje się na niewłaściwe żywienie i czynniki chemiczne, w tym niektóre leki (azatiopryna, bromek potasu, fenobarbital, fosforoorganiki, asparaginaza, sulfonamidy, preparaty cynku). Do potencjalnych czynników ryzyka zalicza się otyłość, płeć męska, przebyty zabieg operacyjny (możliwe czasowe niedotlenienie i niedokrwienie narządu w czasie operacji lub zapaści sercowej), hiperlipidemia, zaburzenia endokrynologiczne, kamienie żółciowe, masywna hemoliza (np. w przebiegu babeszjozy). U kotów może mieć związek z toksoplazmozą.
Wpływ na szczelność i kondycję przewodu trzustkowego może mieć też cofanie się treści jelitowej spowodowanej silnymi wymiotami (wzrost ciśnienia w świetle dwunastnicy). 
U psów ras angielskich sugeruje się zapalenie trzustki powiązane z procesami immunologicznymi - obserwowano wtedy nacieki limocytów T dookoła wewnętrztrzustkowych przewodów wyprowadzających, oraz suche zapalenie rogówki, również o podłożu immunologicznym. 
U kotów zapalenie trzustki często (50-60%) współistnieje z zapaleniem wątroby i jelita lub (30-50% przypadków) z zapaleniem wątroby i przewodów żółciowych. Nie wiadomo jednak, które schorzenie jest tu przyczyną a które skutkiem.
Powiązania z cukrzycą są niejasne. Pojedynczy epizod ostrego zapalenia trzustki u psów w małym stopniu odpowiada na rozwój cukrzycy. Większy wpływ mogą mieć procesy zapalne o charakterze przewlekłym, gdy może dochodzić do uszkodzenia komórek bet wysp trzustkowych. Ciężkie przypadki ostrego zapalenia trzustki mogą być powiązane z cukrzycą. Niektóre badania wykazały, że u 3/8 psów i prawie 3/4 kotów wraz z OZT rozpoznawano również cukrzycę. W badaniach post-mortem kotów wykazano, że 51% osobników z cukrzycą miało również zapalenie trzustki. W takich przypadkach powiązanie przyczynowo-skutkowe też nie jest jasne - zapalenie może być bowiem konsekwencją hiperglikemii lub hiperlipidemii. Celowe więc wydają się badania diagnostyczne pod kątem zapalenia trzustki u pacjentów z cukrzycą, szczególnie nieustabilizowaną lub ostrą. 

## Objawy kliniczne i rozpoznawanie
Objawy różnią się w zależności od charakteru (ostry, przewlekły), nasilenia, i gatunku - u kotów często jest elementem triadistis (czyli wraz z zapaleniem wątroby i jelita.
Silne ostre zapalenie z dramatycznymi objawami klinicznymi, często kończące się śmiercią, są częstsze u psów. Objawami są wówczas: nasilone wymioty, „ostry brzuch” (silna bolesność jamy brzusznej), całkowity brak apetytu, odwodnienie, osłabienie. 
Przewlekłe zapalenie trzustki u psów i kotów ma zazwyczaj łagodniejszy przebieg, z całym wachlarzem objawów klinicznych. U psów są to najczęściej: brak apetytu, wymioty, osłabienie, zwiększone pragnienie i wielomocz (ok. 50% przypadków), biegunki (ok. 1/3 pacjentów; niekiedy z domieszką krwi), objawy neurologiczne (ok. 20%). U kotów objawy są mniej specyficzne i subtelniejsze, co dodatkowo utrudnia rozpoznanie. U większości pacjentów odnotowywano brak apetytu i osowiałość, u około 60% wymioty i spadek masy ciała. Rzadko biegunka. U kotów z triadistis objawy są zwykle cięższe i często dochodzą do nich: żółtaczka, bolesność jamy brzusznej (szczególnie przodobrzusza), ślinotok, upośledzoną krzepliwość krwi. 
W badaniu klinicznym u większości chorych pacjentów notuje się w różnym stopniu: odwodnienie, wychodzenie, bolesność jamy brzusznej, czasem gorączkę lub hipotermię. 
U części pacjentów brak jest jakichkolwiek objawów i odchyleń w badaniu klinicznym, mimo toczącego się procesu zapalnego.

### Obraz krwi
Badanie krwi przy OZT wykazuje najczęściej leukocytozę z przesunięciem obrazu w lewo. Rzadko małopłytkowość. Utrzymujące się wymioty mogą powodować hipokaliemię i hipochloremię. Odwodnienie i niedokrwienie nerek mogą powodować azotemię. W około połowie ciężkich przypadków stwierdzano również hipoalbuminemię hipoproteinemię. U kotów z triadistis niemal zawsze dochodzi do zwiększenia stężeń bilirubiny, transminaz, ALP i GGT. 
Jeśli zapaleniu towarzyszy niewydolność wewnętrzwydzielnicza trzustki, może pojawić się hiperglikemia.
W przeszłości występowanie zapalenia oceniano na podstawie poziomu lipazy i amylazy we krwi, jednak test ten jest mało czuły i mało swoisty. Testem z wyboru jest więc badanie poziomu specyficznej lipazy trzustkowej: zwykle PLI (pancreatic lipase immunoreactivity), i specyficzne gatunkowo, o wyższej czułości cPL (canine PL) i fPL (feline PL). Testy te pozwalają na ocenę poziomu lipazy w surowicy, która to lipaza wzrasta w przypadku uszkodzenia lub zapalenia trzustki. 
W przypadku przewlekłego zapalenia powyższe zmiany w obrazie krwi mogą być słabiej widoczne lub w ogóle nie występować.

### Ocena ultrasonograficzna
Trzustka jest narządem trudnym do diagnostyki ultrasonografią. Mimo zmian chorobowych obraz trzustki w USG może być nadal prawidłowy, szczególnie u kotów. Trzustka bez zmian patologicznych ma krawędzie słabo zarysowane, miąższ jest izoechogeniczny w stosunku do tkanki otaczającej. Przy ostrych zmianach narząd się powiększa, miąższ staje się bardziej hipoechogeniczny, a otaczająca tkanka tłuszczowa hiperechogeniczna.
Objawami mogącymi współistnieć z zapaleniem trzustki są zmiany w ścianie dwunastnicy, poszerzenie dróg żółciowych i przewodu trzustkowego, obecność wolnego płynu w jamie brzusznej.
Metodami USG trudno jest scharakteryzować rodzaj zapalenia. Mimo niedoskonałości, badanie USG jest jednak metodą bardziej czułą niż tomografia, szczególnie u kotów.

### Badanie histopatologiczne
Głównym testem potwierdzającym schorzenie i jego rodzaj jest badanie histopatologiczne wycinków narządu. Stanowi ono jednak poważne wyzwanie, z uwagi na inwazyjność procedury i możliwe powikłania. Nie zawsze jest metodą preferowaną a nawet uzasadnioną, gdyż ryzyko może przewyższać korzyści z rozpoznania. Sam zabieg chirurgiczny może przyczynić się do zaburzeń przepływu krwi i niedokrwienia trzustki, pogłębiając jej uszkodzenie. Sam fakt, że pacjenci z zapaleniem trzustki, szczególnie ostrym, są w poważnym stanie ogólnym, sprawia, że nie są dobrymi kandydatami do zabiegu w znieczuleniu ogólnym. 
Co więcej badanie histopatologiczne służy do potwierdzenia choroby - nie może jej jednak wykluczyć. Brak zmian w pobranych wycinkach nie jest potwierdzeniem braku zapalenia trzustki. Problemem jest również to, że zmiany mogą być rozmieszczone nierównomiernie, co wymaga pobrania wielu wycinków. Niejednokrotnie zmiany mikroskopowe mogą być słabo wyrażone i trudne w interpretacji. 
Niektóre analizy histologiczne próbek sekcyjnych pokazują, że mikroskopowe cechy zapalenia trzustki stwierdza się u blisko 2/3 psów i kotów, niezależnie od przyczyny zgonu. Stwierdzano je nawet u blisko połowy kotów, które nie wykazywały żadnych objawów klinicznych choroby. 
Bazując na kryteriach oceny histopatologicznej stosowanej u ludzi, u psów i kotów proponuje się 4-stopniową ocenę ośmiu parametrów:
- naciek neutrofilowy - cecha OZT
- naciek limfocytarny - cecha wczesnego PZT
- martwica trzustki - cecha OZT
- martwica tkanki tłuszczowej - cecha OZT
- obrzęk
- włóknienie - cecha PZT
- zmiany zanikowe - cecha PZT
- zmiany guzkowate

### Badanie cytologiczne
Jest pomocne w diagnostyce choroby. Według niektórych autorów biopsja cienkoigłową charakteryzuje się niską inwazyjnością, ale brak jest badań oceniających jej czułość i specyficzność. Wiarygodny materiał do badań musi zostać pobrany z miejsc chorobowo zmienionych. Na zapalenie w badaniu cytologicznym wskazuje obecność w aspiratach komórek części egzogennej i komórek nacieku zapalnego. Przy zapaleniu ostrym można oczekiwać bogatego materiału, z uszkodzonymi komórkami pęcherzykowatymi, obfitym kruszywem komórkowym, oraz cechami krwotoku. Z przewlekłą formą  może wskazywać preparat skąpokomórkowy z limfocytami.

### Obraz makroskopowy
Ocena makroskopowa OZT pokazuje obrzęk, przekrwienie, obecność drobnych lub większych obszarów wylewu krwi. Może towarzyszyć temu miejscowe zapalenie otrzewnej (zmętnienie, zaczerwienienie, włókna i zlepy między trzustką a otrzewną).
W PZT zmiany nie są silnie wyrażone. Raczej brak obrzęku i przekrwień. Rozpoznaje się za to obszary zwłóknienia (jaśniejsze i twardsze). Niekiedy zrosty z jelitem. 
W zależności od fazy zapalenia narząd może być powiększony, ale zwykle ulega zmniejszeniu. Przybierając czasem formę poskręcanego, włóknistego tworu. W części przypadków stwierdza się torbiele zastoinowe.

## Leczenie i rokowanie
U psów leczenie ostrego zapalenia trzustki (forma najpowszechniejsza) obejmuje intensywną płynoterapię - w celu uzupełnienia ubytków płynów i wyrównania hipokalemii. W stanie wstrząsu hiperwolemicznego lub przy wyraźnym obniżeniu poziomu białka całkowitego, wskazane jest stosowanie koloidów (pozwala to zmniejszyć ryzyko niedokrwienia trzustki i nerek). Osocze wskazane jest dla zwierząt z rozwijającym się zespołem krzepnięcia wewnętrznnaczyniowego.
Kluczową częścią leczenia jest postępowanie przeciwwymiotne (metoklopramid, maropitant, ondansetron).
Postępowanie przeciwbólowe obejmuje podawanie leków opioidowych (butorfanol, fentanyl).
Ważne jest też szybkie wprowadzenie karmienia, najlepiej dojelitowego, karmą lekkostrawną z obniżoną zawartością tłuszczu. Głodówka zwierzęcia trwająca dłużej niż 2-3 doby zmniejsza wyraźnie odporność oraz większa ryzyko przenikania bakterii z przewodu pokarmowego do krwi, co stwarza ryzyko posocznicy.
Antybiotykoterapia jest kontrowersyjna. Zapalenie trzustki, nawet ropiejące, jest prawie zawsze jałowe. Jednak wspomniane ryzyko posocznicy powoduje, że większość klinicystów stosuje antybiotyki szerokiego spektrum w początkowym stadium leczenia.
Podawanie glikokortykosteroidów u pacjentów z OZT jest przeciwwskazane.
Rokowanie u pacjentów z niewielkim lub średnim nasileniem OZT jest dobre. Nasilone zapalenie może prowadzić do groźnych powikłań - martwicy lub ropni.
U kotów częściej występuje przewlekłe zapalenie. Jego leczenie również obejmuje płynoterapię, zwłaszcza w fazach zaostrzenia. Koty z PZT rzadko manifestują ból jamy brzusznej, ale często mają obniżony apetyt. Stosuje się wówczas przeciwbólowo buprenorfinę lub butorfanol. W razie wymiotów stosuje się leki jak przy OZT. Również dąży się do szybkiego wdrożenia karmienia doustnego, doprzełykowego lub dojelitowego (jeśli stan pacjenta pozwala na znieczulenie ogólne). Dieta kotów z PZT musi być lekkostrawna, ale nie niskotłuszczowa. U pacjentów z triadistits wskazana jest dieta hipoalergiczna oparta na białku hydrolizowanym. 
U kotów z PZT stosuje się glikokortykosteroidy. Leczenie powinno się monitorować oznaczając lipazę trzustkową.
Rokowanie u kotów z przewlekłym, nawracającym PZT o łagodnym lub średnim nasileniu, jest zwykle dobre. Jednak trzeba pamiętać, że może rozwinąć się u nich niewydolność trzustki. U pacjentów z ostrym, ciężkim zapaleniem, rokowanie jest gorsze, ze względu na potencjalne powikłania.
U wielu kotów konieczna jest suplementacja kobalaminy (witamina B12), gdyż trzustka jest jedynym miejscem produkcji czynnika wiążącego u tego gatunku.